# Cartago (município)
Cartago (em árabe: قرطاج, translit. Qarṭāj) é um município em Tunis, Tunísia. 
É nomeado segundo, e inclui no seu território, o sítio arqueológico de Cartago.
Criada em 1919, o município de Cartago fica a cerca de 15 km a leste-nordeste de Tunis, situado entre as cidades de Sidi Bou Said, ao norte, e Le Kram para o sul. É alcançada a partir de Tunis pela estrada R23 através de La Goulette, ou pela estrada N9 através do aeroporto internacional de Túnis-Cartago .
A população foi estimada, Janeiro de 2013, em 21.276 principalmente para atrair os mais ricos moradores.
O Palácio de Cartago (palácio presidencial da Tunísia) está localizado na costa.
Cartago tem seis estações de trem da linha TGM entre Le Kram e Sidi Bou Said: Cartago Salammbo (nomeado segundo Salambo, a fictícia filha de Amílcar), Cartago Byrsa (nomeado segundo Byrsa ), Cartago Dermech (Dermèche), Cartago Hannibal (nomeado segundo Aníbal), Cartago Présidence (nomeado em homenagem ao Palácio Presidencial) e Cartago Amilcar (nomeado para Amílcar Barca).

## História
A Cartago romana foi destruída após a invasão Muçulmana de 698, e manteve-se pouco desenvolvida por mais de mil anos (sendo substituído na função de capital regional pela medina de Tunis, governada por Árabes e mais tarde Otomanos), até o estabelecimento do protetorado francês da Tunísia , em 1881.
A catedral de São Luís de Cartago foi construída no monte Byrsa, em 1884. Em 1885, o Papa Leão XIII reconheceu o renascimento da Arquidiocese de Cartago, como a primaz Sé da África, e Charles Lavigerie como primaz.

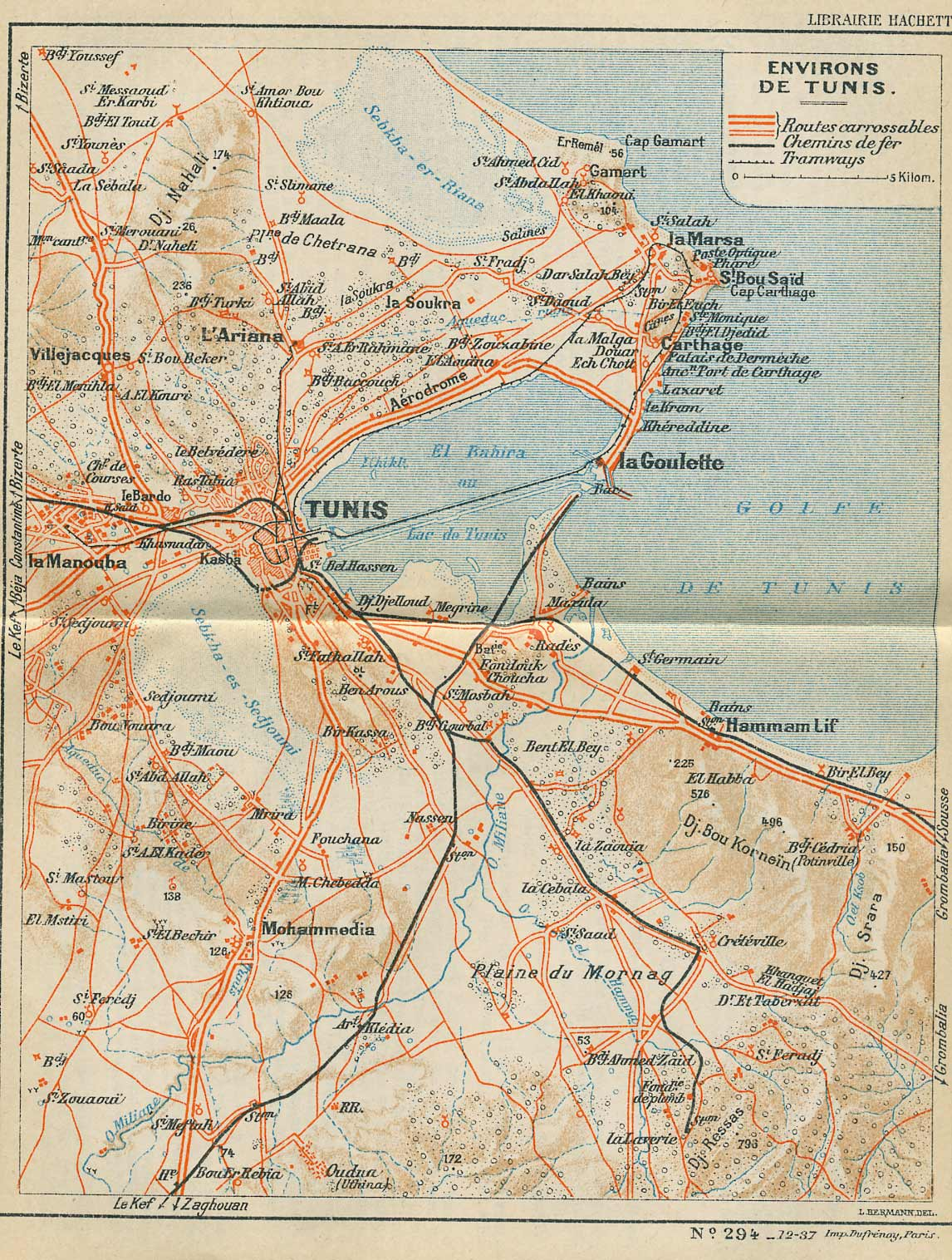
Mapa de Tunis e arredores em 1937
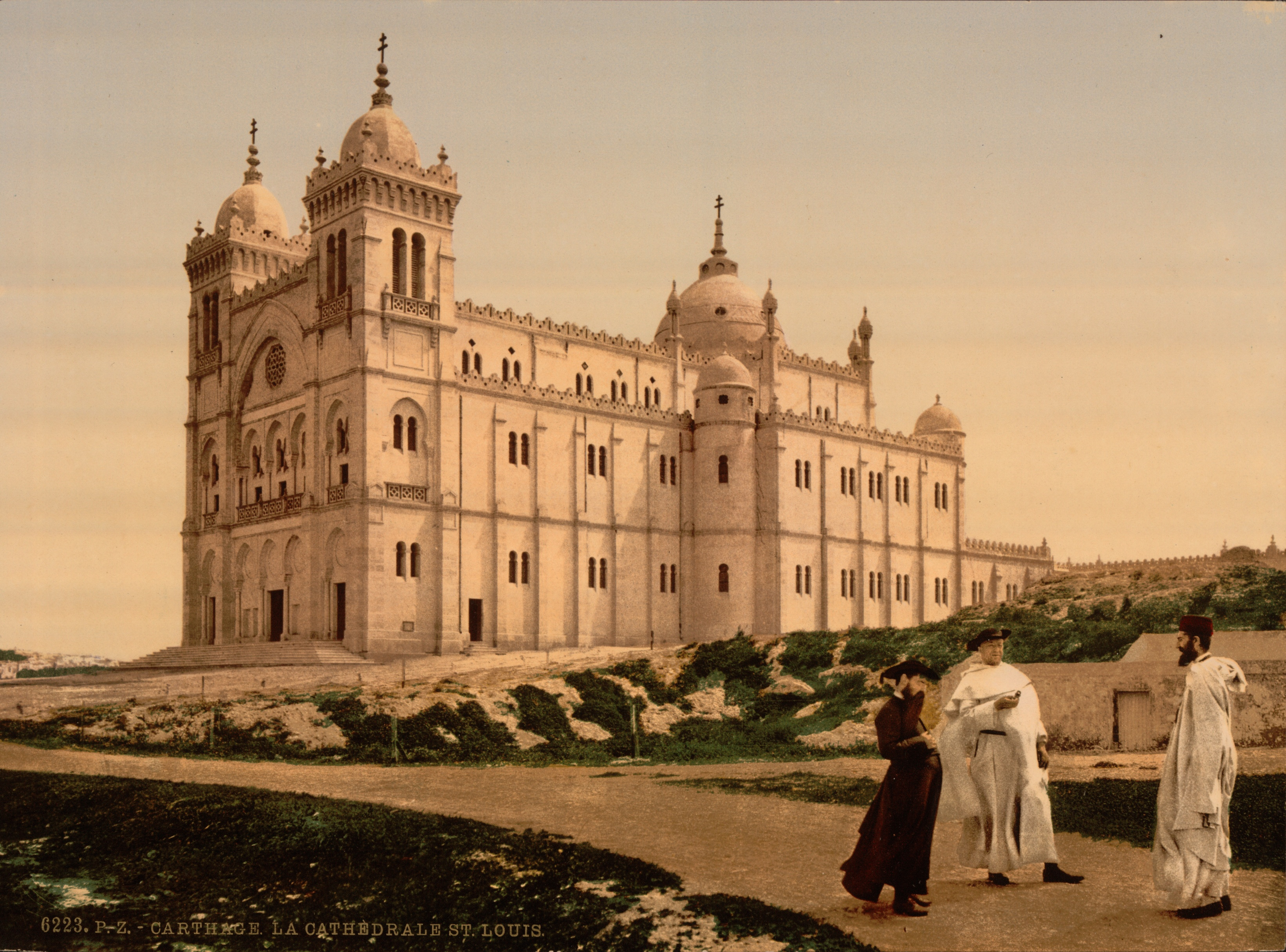
Catedral Saint Louis  (1899)
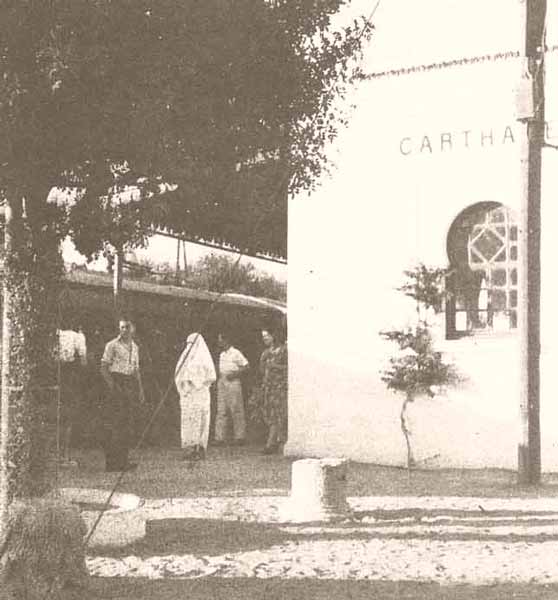
Estação Cartago da linha TGM (década de 1940)
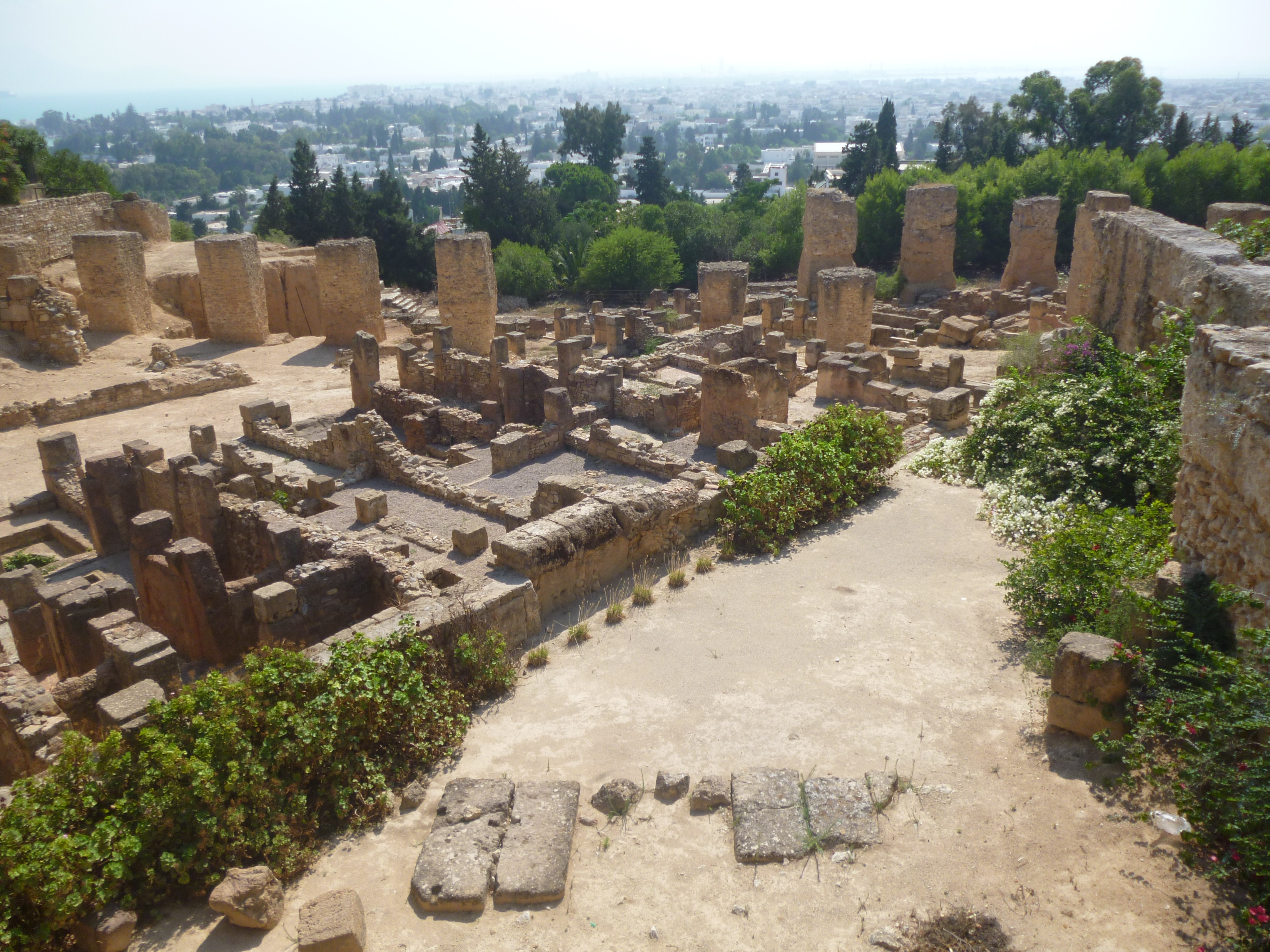
Sítio arqueológico de Cartago
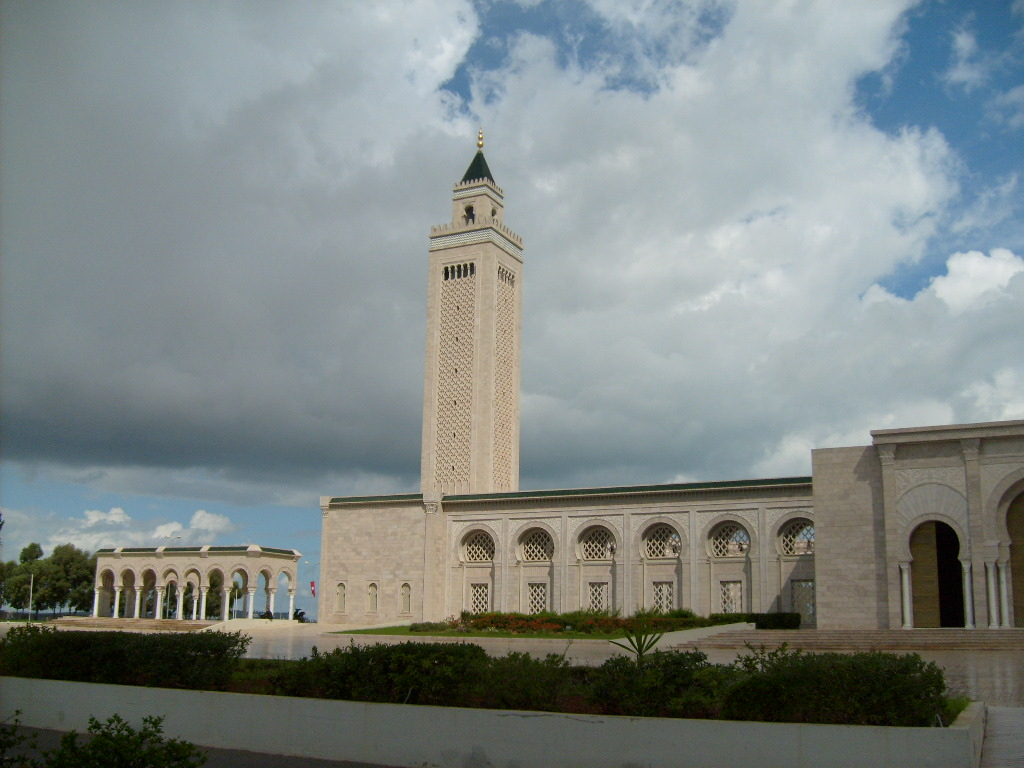
Mesquita Malik ibn Anas (fachada sul, 2008)

Vilarejos foram construídos no estilo europeu ao longo da praia a partir de 1906; uma dessas vilas foi escolhido por Habib Bourguiba , como o palácio presidencial, em 1960.
O município foi criado por um decreto de 15 de junho de 1919.
A construção do Aeroporto Internacional de Tunis-Carthage, que foi totalmente financiado pela França, iniciou em 1944, e, em 1948, o aeroporto se torna o principal centro da Tunisair. 
Na década de 1950, o Lycée Français de Cartago foi fundado para oferecer francês para as famílias em Cartago. Em 1961, foi doado ao governo da Tunísia como parte da Independência da Tunísia, de modo que o próximo Collège Maurice Cailloux em La Marsa, anteriormente um anexo do Liceu Francês de Cartago, o nome foi mudado para o Liceu Francês de La Marsa e começou a oferecer aulas ao nível liceu. Atualmente, é o Liceu de Gustave Flaubert.
Após a independência da Tunísia, em 1956, a conurbação Tunis gradualmente estendeu-se ao redor do aeroporto, e Cartago agora é um subúrbio de Túnis.
Em fevereiro de 1985, Ugo Vetere, o prefeito de Roma, e Chedly Klibi, o prefeito de Cartago, assinaram um simbólico tratado  para acabar "oficialmente" com o conflito entre suas cidades, que haviam sido supostamente prolongado por falta de um tratado de paz para mais de 2.100 anos.
O cargo de prefeito foi ocupado por Chedli Klibi de 1963 a 1990, por Fouad Mebazaa, a partir de 1995 até 1998, e por Sami Tarzi, a partir de 2003 a 2011, e por Azedine Beschaouch entre 2011 e 2016.
A monumental mesquita Malik ibn Anas(também conhecida com mesquita El Abidine  ; (جامع مالك بن أنس (سابقا جامع العابدين)), foi construído em uma área de três hectares, no monte Odéon, e foi inaugurada em 2003.